# Inga porcata
Inga porcata é uma espécie vegetal da família Fabaceae.
Apenas pode ser encontrada no Peru.